# Rodlera
Rodlera ist eine zur Gemeinde Pöhl im Vogtlandkreis (Freistaat Sachsen) gehörige Siedlung an der Talsperre Pöhl. Der Ort liegt in der Flur der einst selbstständigen Gemeinde Helmsgrün, die am 1. Januar 1994 mit den Gemeinden Jocketa, Möschwitz, Ruppertsgrün und Herlasgrün zur neuen Gemeinde Pöhl zusammengeschlossen wurde.

## Geografie

### Lage

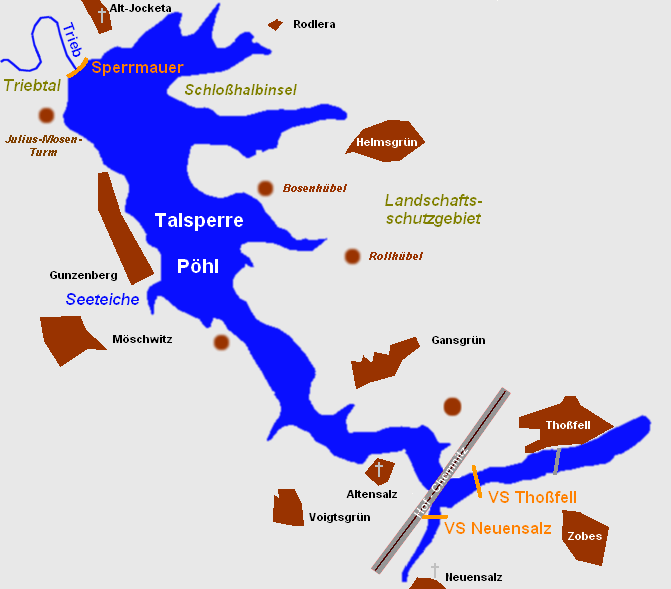
Lage von Rodlera an der Talsperre Pöhl

Rodlera befindet sich im Zentrum des Naturraumes Vogtland (Vogtländische Schweiz) im sächsischen Teil des historischen Vogtlands. Der Ort liegt am nordöstlichen Ausläufer der Talsperre Pöhl, in welcher die Trieb aufgestaut wird.

### Nachbarorte
|                                            | Neudörfel                                   |           |
| Pöhl (alte Ortslage), heute Talsperre Pöhl | Kompassrose, die auf Nachbargemeinden zeigt | Helmsgrün |
|                                            | Pöhl (alte Ortslage), heute Talsperre Pöhl  |           |

## Geschichte
Die Häusergruppe Rodlera wurde im Jahr 1578 erstmals unter dem Namen „Rodla“ erwähnt. In den Jahren 1608 und 1609 wurden in Rodlera lediglich drei Güter nachgewiesen. Im Jahr 1682 ist der Name „auf der Rodlera“ belegt. Die Siedlung gehörte zur Grundherrschaft des Ritterguts Helmsgrün, in dessen Flur Rodlera liegt. Rodlera lag bis 1856 im kursächsischen bzw. königlich-sächsischen Amt Plauen. 1856 wurde der Ort dem Gerichtsamt Plauen und 1875 der Amtshauptmannschaft Plauen angegliedert.
Durch die zweite Kreisreform in der DDR kam Rodlera als Teil der Gemeinde Helmsgrün im Jahr 1952 zum Kreis Plauen-Land im Bezirk Chemnitz (1953 in Bezirk Karl-Marx-Stadt umbenannt), der ab 1990 als sächsischer „Landkreis Plauen“ fortgeführt wurde und 1996 im Vogtlandkreis aufging. Nach der Fertigstellung der Talsperre Pöhl im Jahr 1964 entstand in der Nähe des Orts eine Bungalowsiedlung. Auch direkt in Rodlera wurden einzelne Bungalows und Wochenendhäuser errichtet.
Die Gemeinde Helmsgrün mit ihrem Ortsteil Rodlera schloss sich im Zuge der Gemeindereform im Freistaat Sachsen am 1. Januar 1994 mit den Gemeinden Jocketa, Herlasgrün, Ruppertsgrün und Möschwitz zur neuen Gemeinde Pöhl zusammen.

## Öffentlicher Nahverkehr
Rodlera ist mit der vertakteten RufBus-Linie 74 des Verkehrsverbunds Vogtland an Jocketa, Plauen und Thoßfell angebunden. In der Sommersaison verkehrt dieser Bus als feste Linie ohne Voranmeldung rund um die Talsperre Pöhl. In Jocketa besteht Anschluss zur Vogtlandbahn und in Thoßfell zur TaktBus-Linie 63.

## Sehenswürdigkeiten
- Talsperre Pöhl mit Bungalowsiedlung